# Heinrich Mataja
Heinrich Mataja (ur. 14 marca 1877 w Wiedniu, zm. 23 stycznia 1937 tamże) – austriacki polityk, minister spraw wewnętrznych (1918-1919) i zagranicznych (1924-1926) Republiki Austriackiej.
Od 1896 do 1900 należał do korporacji akademickiej Olympia. W 1902 uzyskał tytuł doktora prawa na uniwersytecie wiedeńskim. Od 1911 należał do kierownictwa Austriackiej Partii Chrześcijańsko-Społecznej w Wiedniu. W listopadzie 1918 przejściowo pełnił obowiązki szefa tej partii. Był członkiem Rady Miejskiej w Wiedniu (1910-1918) i Rady Państwa (1913-1918), do której dostał się w wyniku wyborów uzupełniających. Następnie został kolejno członkiem Tymczasowego Zgromadzenia Narodowego Republiki Niemieckiej Austrii (w 1918), Zgromadzenia Konstytucyjnego Austrii (w 1919) i Rady Narodowej (od 1920 do 1930). Od 30 października 1918 do 15 marca 1919 sprawował funkcję sekretarza stanu ds. wewnętrznych spraw wewnętrznych Austrii Republiki Niemieckiej Austrii, czyli de facto ministra spraw wewnętrznych Austrii, a 20 listopada 1924 do 14 stycznia 1926 – ministra spraw zagranicznych tego państwa. Doprowadził do utworzenia Wiedeńskiej Miejskiej Straży Bezpieczeństwa jako równowagi dla lewicowej milicji ludowej. Pośredniczył w kontaktach kierownictwa Heimwehry z Ignazem Seipelem. Należał do klerykalnego skrzydła chadecji. W dyplomacji bezskutecznie zabiegał o korzystne układy celne z Czechosłowacją i Italią. Dążył do importu polskiego węgla na preferencyjnych warunkach. Był zwolennikiem współpracy z Małą Ententą. Ustąpił z rządu po skandalu korupcyjnym banku Biedermanna. W 1931 został usunięty ze wszystkich funkcji partyjnych. Zmarł na zawał serca. Jego bratem przyrodnim był Viktor Mataja.